# Di-ethylaluminiumchloride
Di-ethylaluminiumchloride (DEAC) is een lewiszuur en een sterke reductor. Het wordt voornamelijk gebruikt als Ziegler-Natta-katalysator voor polymerisatiereacties, alsook als katalysator voor alkyleringen.

## Synthese
Aluminium oplossen in ethylchloride levert een mengsel van ethylaluminiumdichloride en di-ethylaluminiumchloride. Dit mengsel wordt aangeduid als ethylaluminiumsesquichloride. Het dichloride kan in het monochloride omgezet worden door het te laten reageren met tri-ethylaluminium.
Een alternatieve manier is de reactie van aluminiumtrichloride met een ethylzinkhalogenide:
{\displaystyle {\ce {AlCl3 + 2C2H5ZnBr -> (C2H5)2AlCl + ZnBr2 + ZnCl2}}}

## Toxicologie en veiligheid
Di-ethylaluminiumchloride is een gevaarlijke stof, die spontaan ontvlamt als ze in contact met de lucht komt. Ze reageert ook zeer hevig met water en vele andere stoffen, waarbij licht ontvlambare gassen vrijkomen en brand of explosie mogelijk is. De reactiviteit van de verbinding is vergelijkbaar met die van di-ethylzink.
Di-ethylaluminiumchloride is corrosief voor de huid en de ogen.